# Lista odcinków serialu Seria niefortunnych zdarzeń
Poniżej znajduje się lista odcinków serialu Seria niefortunnych zdarzeń, którego premiera nastąpiła 13 stycznia 2017 roku poprzez platformę Netflix - zarówno w Polsce jak i za granicą.

## Przegląd sezonów
| Sezon | Sezon | Odcinki | Oryginalna emisja | Oryginalna emisja | Oryginalna emisja | Oryginalna emisja | Oryginalna emisja |
| Sezon | Sezon | Odcinki | Premiera sezonu   | Finał sezonu      | Premiera sezonu   | Finał sezonu      |                   |
| ----- | ----- | ------- | ----------------- | ----------------- | ----------------- | ----------------- | ----------------- |
|       | 1     | 8       | 13 stycznia 2017  | 13 stycznia 2017  | 13 stycznia 2017  | 13 stycznia 2017  |                   |
|       | 2     | 10      | 30 marca 2018     | 30 marca 2018     | 30 marca 2018     | 30 marca 2018     |                   |
|       | 3     | 7       | 1 stycznia 2019   | 1 stycznia 2019   | 1 stycznia 2019   | 1 stycznia 2019   |                   |

## Lista odcinków

### Sezon 1 (2017)
| Nr  | #   | Tytuł                       | Polski tytuł                 | Na podstawie powieści | Reżyseria        | Scenariusz                    | Premiera (Netflix) |
| --- | --- | --------------------------- | ---------------------------- | --------------------- | ---------------- | ----------------------------- | ------------------ |
| 1 2 | 1 2 | A Bad Beginning (Part 1-2)  | Przykry początek (Część 1-2) | Przykry początek      | Barry Sonnenfeld | Daniel Handler                | 13 stycznia 2017   |
| 3 4 | 3 4 | A Reptile Room (Part 1-2)   | Gabinet gadów (Część 1-2)    | Gabinet gadów         | Mark Palansky    | Daniel Handler Emily Fox      | 13 stycznia 2017   |
| 5 6 | 5 6 | A Wide Window (Part 1-2)    | Ogromne okno (Część 1-2)     | Ogromne okno          | Barry Sonnenfeld | Daniel Handler                | 13 stycznia 2017   |
| 7 8 | 7 8 | A Miserable Mill (Part 1-2) | Tartak tortur (Część 1-2)    | Tartak tortur         | Bo Welch         | Joe Tracz Tatiana Suarez-Pico | 13 stycznia 2017   |

### Sezon 2 (2018)
W marcu 2017 roku serial został przedłużony na drugi sezon i planowo ma zawrzeć historię z kolejnych pięciu książek serii.
| Nr    | #    | Tytuł                               | Polski tytuł                     | Na podstawie powieści | Reżyseria        | Scenariusz               | Premiera (Netflix) |
| ----- | ---- | ----------------------------------- | -------------------------------- | --------------------- | ---------------- | ------------------------ | ------------------ |
| 9 10  | 1 2  | The Austere Academy (Part 1-2)      | Akademia antypatii (Część 1-2)   | Akademia antypatii    | Barry Sonnenfeld | Daniel Handler Joe Tracz | 30 marca 2018      |
| 11 12 | 3 4  | The Ersatz Elevator (Part 1-2)      | Winda widmo (Część 1-2)          | Winda widmo           | Bo Welch         | Daniel Handler           | 30 marca 2018      |
| 13 14 | 5 6  | The Vile Village (Part 1-2)         | Wredna wioska (Część 1-2)        | Wredna wioska         | Barry Sonnenfeld | Sigrid Gilmer            | 30 marca 2018      |
| 15 16 | 7 8  | The Hostile Hospital (Part 1-2)     | Szkodliwy szpital (Część 1-2)    | Szkodliwy szpital     | Alan Arkush      | Joshua Conkel            | 30 marca 2018      |
| 17 18 | 9 10 | The Carnivorous Carnival (Part 1-2) | Krwiożerczy karnawał (Część 1-2) | Krwiożerczy karnawał  | Loni Peristere   | Joe Tracz                | 30 marca 2018      |

### Sezon 3 (2019)
Miesiąc po zamówieniu drugiego sezonu, Netflix zamówił trzeci sezon, który zawarł pozostałe cztery powieści serii w siedmiu odcinkach.
| Nr    | #   | Tytuł                        | Polski tytuł                      | Na podstawie powieści | Reżyseria          | Scenariusz                  | Premiera (Netflix) |
| ----- | --- | ---------------------------- | --------------------------------- | --------------------- | ------------------ | --------------------------- | ------------------ |
| 19 20 | 1 2 | Slippery Slope (Part 1-2)    | Zjezdne zbocze (Część 1-2)        | Zjezdne zbocze        | Jonathan Teplitzky | Daniel Handler              | 1 stycznia 2019    |
| 21 22 | 3 4 | Grim Grotto (Part 1-2)       | Groźna grota (Część 1-2)          | Groźna grota          | Liza Johnson       | Joshua Conkel Sigrid Gilmer | 1 stycznia 2019    |
| 23 24 | 5 6 | Penultimate Peril (Part 1-2) | Przedostatnia pułapka (Część 1-2) | Przedostatnia pułapka | Barry Sonnenfeld   | Joe Tracz                   | 1 stycznia 2019    |
| 25    | 7   | The End                      | Koniec końców                     | Koniec końców         | Bo Welch           | Daniel Handler & Joe Tracz  | 1 stycznia 2019    |